# La Aurora, Sochiapa
La Aurora är en ort i Mexiko.   Den ligger i kommunen Sochiapa och delstaten Veracruz, i den sydöstra delen av landet, 230 km öster om huvudstaden Mexico City. La Aurora ligger 1 154 meter över havet och antalet invånare är 315.
Terrängen runt La Aurora är kuperad, och sluttar brant österut. Runt La Aurora är det ganska tätbefolkat, med 248 invånare per kvadratkilometer. Närmaste större samhälle är Huatusco de Chicuellar, 5,6 km väster om La Aurora. I omgivningarna runt La Aurora växer i huvudsak städsegrön lövskog.